# Niet-aanvalsverdrag
Een niet-aanvalsverdrag of non-agressiepact is een internationaal verdrag tussen twee of meer staten, waarin wordt overeengekomen oorlog of een gewapend conflict tussen de landen te voorkomen en om geschillen via diplomatieke weg op te lossen.
Bij een eventueel verdrag tussen meerdere landen kan ook overeengekomen worden elkaar bij te staan in conflicten van buitenaf.
Voorbeelden van niet-aanvalsverdragen zijn onder andere:
- Vrede van Callias
- Verdrag van Londen
- Sovjet-Pools Niet-aanvalsverdrag
- Duits-Pools Niet-aanvalsverdrag
- Sovjet-Frans Niet-aanvalsverdrag
- Molotov-Ribbentroppact
- Neutraliteitsverdrag (tussen Japan en de Sovjet-Unie)
- NAVO
- Warschaupact